# Radwanówka
Radwanówka – wieś sołecka w Polsce położona w województwie lubelskim, w powiecie janowskim, w gminie Potok Wielki.
W latach 1975–1998 miejscowość administracyjnie należała do województwa tarnobrzeskiego. Według Narodowego Spisu Powszechnego (III 2011 r.) wieś liczyła 379 mieszkańców.

## Historia
Radwanówka wieś w gminie i parafii Modliborzyce, powiecie lubelskim - wydzielona z dóbr Potok Wielki.  
Dobra Potok Wielki po podziale majątku oznaczono w księgach hipotecznych literami alfabetu A.B... J.
Część Potoku Wielkiego oznaczona literą J, zwana Radwanówką, posiadała przestrzeni 660 mórg. W 1878 r. sprzedana została na parcelację kolonistom z Galicji.